# Ośrodek Badań nad Geografią Historyczną Kościoła w Polsce
Ośrodek Badań nad Geografią Historyczną Kościoła w Polsce (w latach 1956–2010 Instytut Geografii Historycznej Kościoła w Polsce) – jednostka badawcza funkcjonująca w ramach Instytutu Historii oraz Wydziału Nauk Humanistycznych Katolickiego Uniwersytetu Lubelskiego Jana Pawła II, zajmująca się badaniami naukowymi nad przestrzenną organizacją życia społeczno-religijnego na ziemiach polskich i w Europie Środkowo-Wschodniej.

## Historia
Placówka powstała w 1956 roku dzięki inicjatywie Jerzego Kłoczowskiego, Marzeny Pollakówny i Zygmunta Sułowskiego. Formalnie została powołana do życia w 1957 roku jako część Towarzystwa Naukowego KUL. W latach 1968–2010 była samodzielną jednostką naukowo-badawczą KUL. W 2010 roku została włączona w strukturę Wydziału Nauk Humanistycznych KUL, a w 2018 roku stała się jednostką Instytutu Historii KUL. Przedmiotem badań Ośrodka jest geografia historyczna w Polsce, ze szczególnym uwzględnieniem Kościołów różnych wyznań i wspólnot zakonnych – dział geografii oraz jedna z dyscyplin nauk pomocniczych historii, które zajmują się badaniem zróżnicowanej przestrzeni kościelnej, jej rozwojem historycznym, organizacją, ewolucją oraz wpływem na wszelkie przejawy działalności ludzkiej. Wysiłek naukowy i publikacje Ośrodka, od chwili jego powstania, są związane z realizacją programu badawczego, w którego centrum znajduje się synteza polskiego chrześcijaństwa na tle chrześcijaństwa i innych religii w Europie Środkowo-Wschodniej, ujętego w formie atlasu oraz atlasy struktur kościelnych (zakonnych) w Polsce. Powstające przy tej okazji syntezy cząstkowe i prace monograficzne są publikowane jako samodzielne pozycje książkowe w odpowiednich seriach wydawniczych, czasopismach krajowych i zagranicznych.
Podstawę działalności naukowej i wydawniczej Ośrodka tworzą serie wydawnicze:
- Geografia Historyczna Kościoła w Polsce,
- Dzieje Chrześcijaństwa Polski i Rzeczypospolitej Obojga Narodów,
- Prace Ośrodka Badań nad Geografią Historyczną Kościoła w Polsce KUL,
- Materiały Źródłowe do Dziejów Kościoła w Polsce,
- Studia nad Historią Kościoła Katolickiego w Polsce,
- Materiały do Atlasu Historycznego Chrześcijaństwa w Polsce,
- Biblioteka Historii Społeczno-Religijnej Ośrodka Badań nad Geografią Historyczną Kościoła w Polsce,
- Studia i Materiały do Historii Chrześcijaństwa w Polsce.

Od początku swego funkcjonowania Ośrodek współpracuje z różnymi instytucjami naukowymi w kraju i za granicą, w tym zwłaszcza w ramach Międzynarodowej Komisji Porównawczej Kościołów, pod której auspicjami zorganizował kilka konferencji o charakterze międzynarodowym. Do cyklicznych imprez naukowych organizowanych przez Ośrodek należy coroczna ogólnopolska konferencja naukowa historyków zakonnych – sióstr historyczek i archiwistek. Ostatnia, 50. jubileuszowa ogólnopolska konferencja zatytułowana „Błogosławiony Stefan Kardynał Wyszyński Prymas Polski. Ojciec żeńskich wspólnot zakonnych” odbyła się w Warszawie w dniu 16 października 2021 roku.

## Dyrektorzy
- 1956–2001: Jerzy Kłoczowski
- 2001–2018: Henryk Gapski
- 2018–2022: Agata Mirek
- od 2022: Bogumił Szady

## Projekty badawcze
- (Archi)diecezja lubelska 1805–2005 (kierownik Henryk Gapski)
- Organizacja parafialna Kościoła łacińskiego w Polsce średniowiecznej i w Rzeczypospolitej Obojga Narodów (X-XVIII w.) (kier. Jerzy Kłoczowski)
- Zakony męskie i żeńskie w Polsce średniowiecznej i w Rzeczypospolitej Obojga Narodów (X-XVIII w.) (kier. Jerzy Kłoczowski)
- Działalność żeńskiego ruchu zakonnego w warunkach państwa totalitarnego w latach 1945–1989 (kier. s. Agata Mirek)
- Dokument w działalności arcybiskupów gnieźnieńskich do końca XIV w. (kier. Wojciech Polak)
- Kościoły, religia i szlachta województwa ruskiego w okresie spóźnionej katolickiej konfesjonalizacji 1648–1768 (kier. Robert Kozyrski)
- Geografia historyczna Kościoła w Polsce. Atlas historyczny metropolii przemyskiej (archidiecezja przemyska, diecezja rzeszowska, diecezja zamojsko-lubaczowska) ok. 1340–2013 (kier. Henryk Gapski)
- Schematyzmy zakonów męskich w granicach dawnej Rzeczypospolitej 1718–1918 (kier. Edyta Chomentowska)
- Digitalizacja zbiorów kartograficznych Instytutu i Muzeum im. gen. Sikorskiego w Londynie (kier. Edyta Chomentowska)
- Atlas klasztorów w Polsce X-XXI w. (kier. Henryk Gapski)
- Podziały terytorialne Kościoła łacińskiego w Rzeczypospolitej (X-XXI w.). Od harmonizacji danych do syntezy (kier. Bogumił Szady)

## Aplikacje internetowe
- Atlas Kościoła łacińskiego w Rzeczypospolitej Obojga Narodów w XVIII wieku
- Religie i wyznania w Koronie w II połowie XVIII wieku
- Struktura terytorialna Kościoła łacińskiego przed II wojną światową (w przygotowaniu)
- Sieć parafialna Kościoła katolickiego w Polsce w 1985 r. (w przygotowaniu)